# サバンナ占領
サバンナ占領（英: Capture of Savannah、または第一次サバンナの戦い）は、アメリカ独立戦争中の1778年12月29日に、ジョージア植民地サバンナ市を守っていたアメリカ軍をイギリス軍が襲い、市を降伏させたものである。アメリカ軍は地元愛国者民兵と大陸軍の部隊が守っていた。イギリス軍はアーチボルド・キャンベル中佐が指揮した。この戦いは、イギリス軍が植民地南部で強いロイヤリスト勢力に訴えることで南部支配を復元するという戦略の最初の動きとなった。
ニューヨーク市に本部を置くイギリス軍の北アメリカ総司令官ヘンリー・クリントンは、ニューヨーク市からキャンベル中佐に3,100名を付けて出発させ、ジョージアをイギリス軍の支配下に納める作戦を始めた。東フロリダのセントオーガスティンにもオーガスティン・プレボスト准将の指揮するイギリス軍部隊がおり、これの支援を受けることになっていた。キャンベルは12月23日にサバンナ市近くに上陸し、アメリカ軍の守りが比較的弱いものであることを見極めた後、プレボスト隊を待たずに攻撃を始めることにした。地元支援者からの援助を得たキャンベルは市の郊外にあったアメリカ軍陣地の側面を衝くことに成功し、ロバート・ハウ少将の指揮するアメリカ軍の大半を捕虜にし、捕まえられなかった部隊もサウスカロライナに撤退させた。
この勝利に続いてキャンベルとプレボストはサンベリー市を占領し、オーガスタ市への遠征を行った。オーガスタ市はキャンベルが1週間占領しただけでサバンナに戻った。地元ロイヤリストやインディアンの支援が十分ではなく、サウスカロライナからサバンナ川を渡って来る可能性のあるアメリカ軍の脅威に備えるというのがその名目だった。その後イギリス軍は、1779年にあった米仏連合軍によるサバンナ包囲戦にも耐え、独立戦争終盤までサバンナ市を持ち堪えた。

## 背景
1777年10月にイギリス軍はサラトガで敗北した後の1778年3月、フランスがアメリカの同盟国として参戦した。イギリスの北アメリカ担当大臣ジョージ・ジャーメインはヘンリー・クリントン将軍に、南部植民地を確保することは「この戦争の規模において非常に重要な標的であると国王が考えている」と書き送った。ジャーメインからクリントンへの指示は、推薦という位置づけではあったが、フィラデルフィア市を放棄し、ジョージアと両カロライナを取り戻す作戦に移り、一方でバージニアやメリーランドには陽動攻撃を掛けるということだった。

### イギリス軍の準備

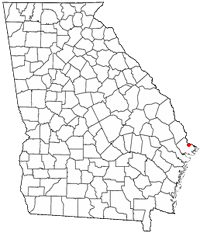
現代ジョージア州におけるサバンナの位置

1778年6月と7月、クリントンはフィラデルフィア市にいた軍隊をニューヨーク市に戻すことに成功した。11月、ニューヨーク市やロードアイランドのニューポート沖にいたフランス艦隊からの脅威に対処した後、その関心を南部に向けた。ニューヨーク市で約3,000名の部隊を編成し、東フロリダの首都セントオーガスティンには命令書を送り、オーガスティン・プレボスト准将に利用できる兵力を編成させ、インディアン代理人のジョン・スチュアートには地元クリーク族やチェロキー族の戦士を集めてジョージアに対する作戦を支援させるように指示した。クリントンの基本的な作戦は1776年にトマス・ブラウンが提案していたものであり、ジョージアの首都サバンナを占領することから始まるものだった。
クリントンはニューヨーク市からの派遣部隊指揮をアーチボルド・キャンベルに任せた。この部隊は第71歩兵連隊の第1大隊と第2大隊、ウルワースとヴィッセンバッハからのドイツ人傭兵部隊、およびニューヨーク志願兵、デランシー・ブリゲード、スキナー・ブリゲード（ニュージャージー志願兵）が作るロイヤリスト部隊4個で構成された。キャンベルは11月26日にニューヨーク港を出港し、12月23日にサバンナ川河口に近いタイビー島沖に到着した。

### アメリカ軍の守り

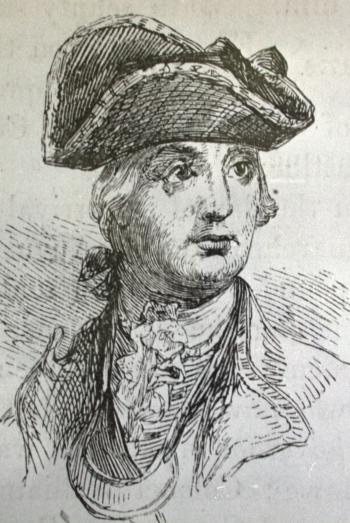
ロバート・ハウ少将

ジョージアは2つの部隊で守られていた。大陸軍の部隊はロバート・ハウ少将が指揮し、南部全体の防衛を任されていた。ジョージアの民兵隊はジョン・ハウストン知事の全体指揮下にあった。ハウとジョージアの役人は、以前に東フロリダのプレボスト隊に対する軍事遠征に指揮を巡ってつまらない争いを行っており、しかもその遠征は失敗していた。この失敗により、大陸軍は1778年9月にハウに代わってベンジャミン・リンカーン少将に置き換えることにした。リンカーンは前年のサラトガの戦いでイギリス軍を包囲するときに、うまく民兵を使っていた。しかし、クリントンがジョージアに軍隊を派遣したという報せがハウの元に届いたとき、クリントンはまだ到着していなかった。
1778年11月の間、イギリス軍がジョージアを襲うという脅威は、サバンナ市にとってより切実なものになっていった。事態が切迫していたにも拘わらず、ハウストン知事はハウに民兵隊の指揮を執らせることを拒んでいた。11月18日、ハウはサウスカロライナのチャールストンから大陸軍兵550名を率いて行軍を開始し、11月遅くにサバンナに到着した。12月6日には、キャンベルがニューヨークを出港したことを知った。12月23日、イギリス艦隊はタイビー島で視認された。翌日、ハウストン知事はハウにジョージアの民兵100名を預けた。
作戦会議ではサバンナ市を積極的に守ることが決められたが、勢力ではかなり劣っていたので、リンカーンの部隊が到着するまで持ち堪えることを期待していた。イギリス軍が上陸してくる地点は多くの場所に可能性があったので、ハウはイギリス軍が実際に上陸するまでその部隊の大半を手元に引き付けておいた。

## 戦闘
キャンベルが上陸地点に選んだのはサバンナ市から約2マイル (3 km) 下流にあったジラルドーのプランテーションだった。12月29日に上陸が開始されたという報せがハウの元に届いたとき、ハウは大陸軍1個中隊を送って、上陸点の上の崖を占めさせた。キャンベルは部隊の大半が上陸できるまえにその崖を支配しておく必要性を認識し、第71歩兵連隊の2個中隊を派遣して崖を占領させようとした。大陸軍は約100ヤード (90 m) の距離で発砲した。イギリス軍はこれに返礼するのではなく、銃剣を付けたまま急速前進し、大陸軍に第2弾を放たせる暇を与えなかった。大陸軍はイギリス兵4名を殺し、5名を負傷させた後で退却した。大陸軍に被害は無かった。正午までにキャンベルは全軍の上陸を終えさせ、サバンナ市に向かって慎重に前進を始めた。

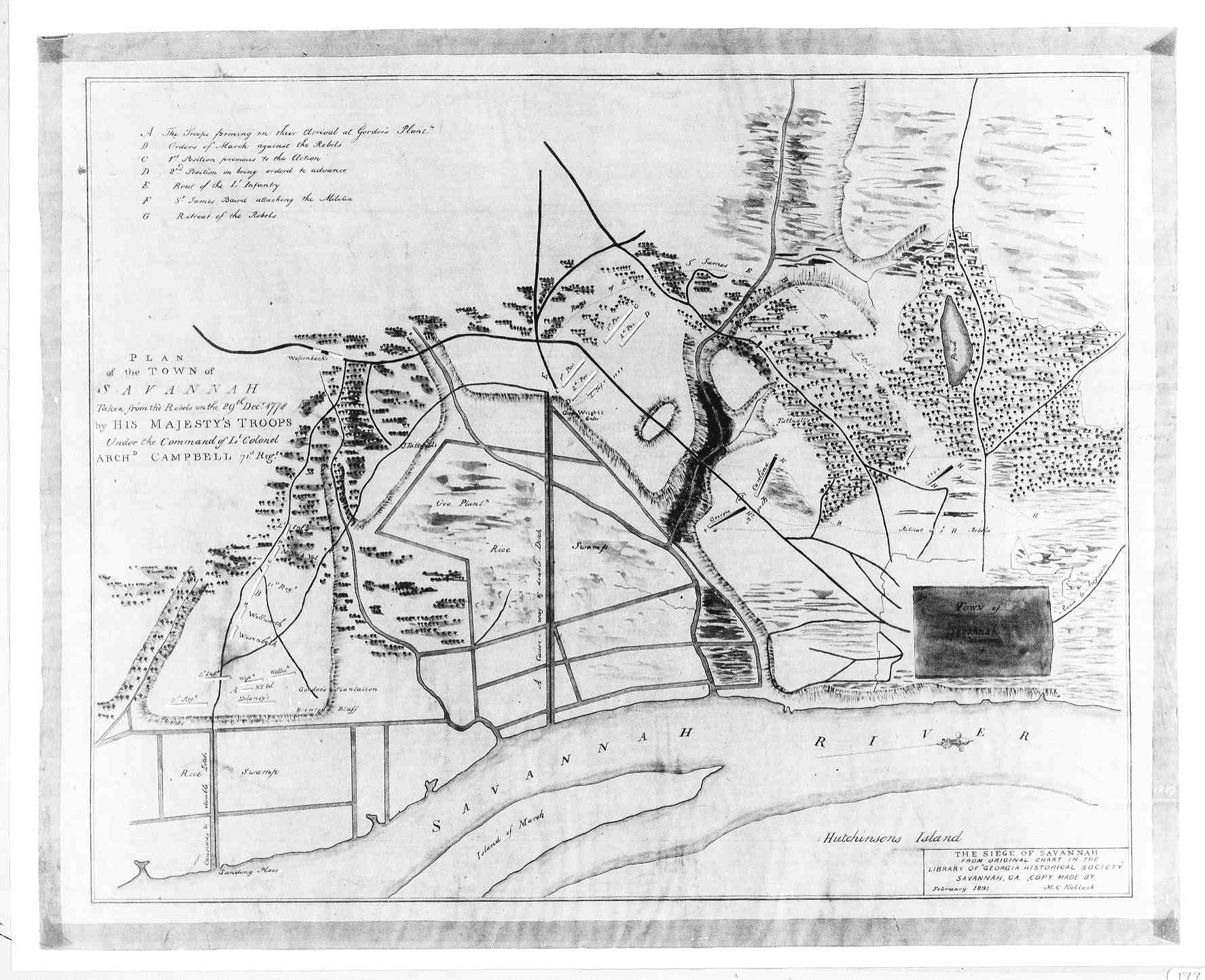
1891年に作成された地図の写し、戦いの進行が描かれている。上部が南になっている

ハウはその朝に作戦会議を開き、抵抗線を引く場所を決めた。サバンナ市からは約0.5マイル (0.8 km) 南に、敵に向かって開いた"V"字の防衛戦を敷かせ、その両端は湿地の森で守られていた。左翼にはサミュエル・エルバートの指揮でジョージア大陸軍兵と民兵を置き、右翼にはアイザック・フーガーとウィリアム・トンプソンの指揮でサウスカロライナ大陸軍兵と民兵を置いた。これを4門の野砲が支援し、軽装歩兵中隊が側面を守った。大陸軍兵を含めハウの部隊の大半は、この独立戦争での戦闘経験がほとんど無かった。
キャンベルの前衛中隊は午後2時ころにハウの戦列を視認した。主力部隊は戦場を前にして停止し、キャンペルは敵の戦力を確認するために前に出た。キャンベルは、ハウの守りが基本的にしっかりしていると見たが、ある地元の奴隷がハウの左翼にある湿地を抜ける道があることを教えた。キャンベルはジェイムズ・ベアードに350名の軽装歩兵と250名のニューヨーク・ロイヤリスト兵を率いさせ、その奴隷に随いて湿地を抜けるように命じ、一方でハウの左翼を衝こうとしている印象を与えることのないよう、部隊を配置させた。士官の一人が木の上に登り、ベアード隊の進行具合を監視した。奴隷が言った通り、その道は大陸軍の守りが無いままの兵舎近くにでた。大陸軍は側面を衝かれていることに気付いていなかった。ベアード隊が配置に付いたとき、木の上の士官が帽子を振って合図を送り、キャンベルは正規兵に突撃を命じた。
ハウは戦闘の最初の音を兵舎の方向からのマスケット銃の音で聞いたが、これに続いてすぐに大砲の砲撃が加わり、正面には突撃してくるイギリス兵とドイツ兵が現れた。ハウは即座に退却を命じたが、それはすぐに潰走に変わった。ハウの経験の足りない兵士はほとんど反撃もできないまま、あるものは武器を投げ出して、湿地の多い地形をぬけて逃亡しようとした。キャンベルは「彼等に追いつくのはほとんど不可能だった。その退却は考えられもしないくらい速かった。」と報告した。大陸軍の後方にいた軽装歩兵が、唯一の逃亡路であるオーガスタへの道を遮断したので、サバンナ市への算を乱した撤退を強いることになった。ハウ軍の右翼にいたジョージア兵はマスグローブ・クリークを超えて安全な逃亡路を見出そうとしたが、そうする間もなくその多くは捕虜になった。すぐに降伏しなかった兵士は銃剣で殺されることもあった。フーガー大佐は多くの大陸軍兵の逃亡路を援護するために後衛線をなんとか築いた。ハウ隊の幾らかはイギリス軍が市を封鎖する前に北に逃れたが、ヤマクロウ・クリークを泳いで渡るしかなくなった者もいた。このときに溺れた者の数は不明である。

## 戦いの後
キャンベル軍は戦死7名、負傷17名を出しただけでサバンナ市を支配した。ただし前哨戦で倒れた戦死4名と負傷5名は別である。アメリカ兵453名を捕虜にし、少なくとも83名を殺し、11名を負傷させた。ハウ隊がサウスカロライナのピュアリーズバーグで撤退を止めたとき、残った兵は342名であり、当初の半分以下にまで減っていた。ハウはこの惨敗のために多くの叱責を受けることになった。ウィリアム・ムールトリーは、上陸地点を強襲するか、戦わずして撤退し戦力を温存すべきだったと主張していた。ハウはこの戦闘について審問した軍法会議で無罪とされたが、審判にあたった者が、ハウは崖上で抵抗するか、あるいは直接に敵の上陸時に対抗すべきだったと指摘した。

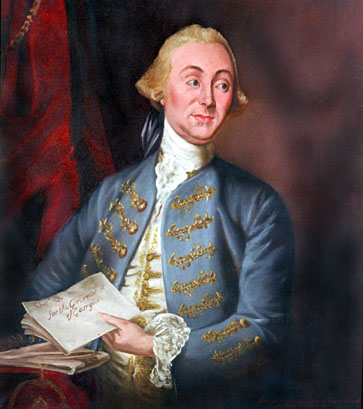
ジェイムズ・ライト総督、アンドリア・ソルディ画

東フロリダからのプレボスト将軍の部隊は1月半ばに到着し、その後すぐにキャンベルに1,000名を付けてオーガスタ占領に派遣した。キャンベルはほとんど抵抗を受けずにこの町を占領したが、この時までにリンカーン将軍がイギリス軍に対抗すべくサウスカロライナの支援を糾合し始めていた。キャンベルは2月14日にオーガスタを放棄した。この日は、キャンベル隊に合流しようとしていたロイヤリストの部隊がケトルクリークの戦いで敗れたのと同じ日だった。イギリス軍を追っていたアメリカ部隊が3月3日のブライアクリークの戦いで破れはしたが、ジョージアの田園部はアメリカ側の手に残ったままとなった。
キャンベルは「アメリカ軍の旗から星と筋を最初に引きむしったイギリス士官」になったと記した。イギリスは軍隊を引き上げさせた1782年7月11日までサバンナ市を支配した。チャールストンからフロリダ海岸までの標的を襲撃するための基地になっていた。1779年秋、米仏連合軍がサバンナを奪回するために包囲戦を行ったが、大きな損失を出して失敗した。1779年7月、ジョージア植民地の支配権はイギリスのジェイムズ・ライト総督に戻ったが、1780年のチャールストン包囲戦の後まで田園部はイギリスの支配下にならなかった。アメリカ軍は1781年の包囲戦でオーガスタを回復したが、サバンナは1782年までイギリスの支配下だった。